# Bochia, Arad
Bochia este un sat în comuna Beliu din județul Arad, Crișana, România.

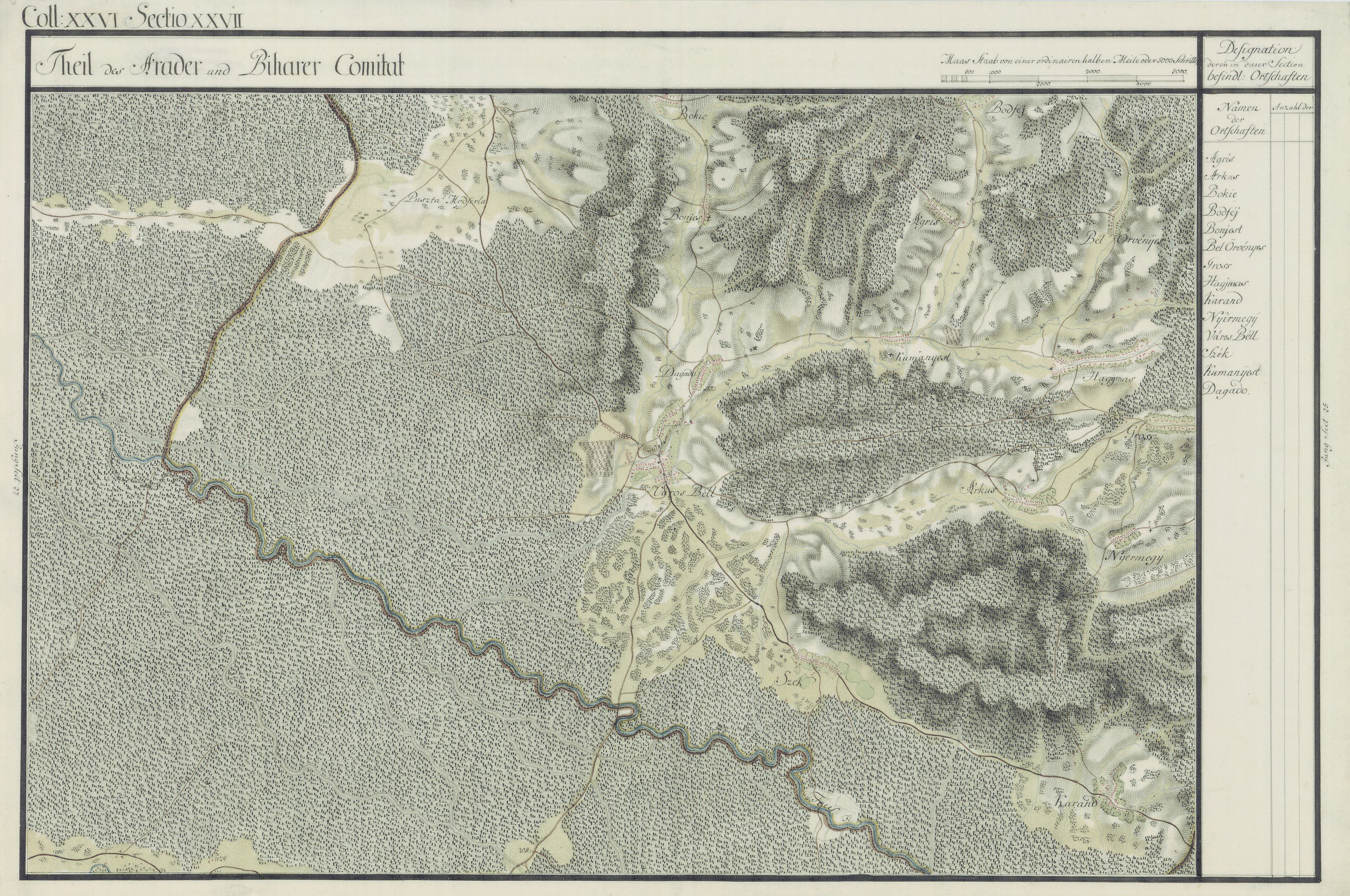
Bochia în Harta Iozefină a Comitatului Arad, 1782-85